# Málaga (Gerichtsbezirk)
Der Gerichtsbezirk Málaga ist einer der elf Gerichtsbezirke in der Provinz Málaga.
Der Bezirk umfasst 18 Gemeinden auf einer Fläche von 1.575,98 km² mit dem Hauptquartier in Málaga.

## Gemeinden
| Gemeinde              | Einwohner (2024) | Fläche km² | Dichte Einw./km² | Cod INE | Postleitzahl |
| --------------------- | ---------------- | ---------- | ---------------- | ------- | ------------ |
| Alfarnate             | 1.046            | 33,99      | 31               | 29003   | 29194        |
| Alfarnatejo           | 371              | 20,36      | 18               | 29004   | 29194        |
| Alhaurín de la Torre  | 44.057           | 82,70      | 533              | 29007   | 29130        |
| Almogía               | 4.132            | 162,89     | 25               | 29011   | 29150        |
| Álora                 | 13.570           | 169,62     | 80               | 29012   | 29500, 29510 |
| Alozaina              | 2.130            | 33,85      | 63               | 29013   | 29567        |
| Ardales               | 2.516            | 106,52     | 24               | 29018   | 29550        |
| Carratraca            | 786              | 22,44      | 35               | 29036   | 29551        |
| Cártama               | 28.934           | 105,10     | 275              | 29038   | 29570        |
| Casabermeja           | 4.065            | 67,28      | 60               | 29039   | 29160        |
| Casarabonela          | 2.758            | 113,72     | 24               | 29040   | 29566        |
| Colmenar              | 3.545            | 65,95      | 54               | 29043   | 29170        |
| Málaga                | 591.637          | 395,13     | 1.497            | 29067   | 29001–29018  |
| Pizarra               | 10.177           | 63,61      | 160              | 29080   | 29560        |
| Rincón de la Victoria | 52.230           | 28,48      | 1.834            | 29082   | 29730, 29738 |
| Riogordo              | 2.778            | 39,98      | 69               | 29083   | 29180        |
| Totalán               | 776              | 9,21       | 84               | 29092   | 29197        |
| Yunquera              | 2.868            | 55,15      | 52               | 29100   | 29410        |
| Gerichtsbezirk Málaga | 768.376          | 1.575,98   | 488              | –       | –            |